# Dendrobium aphrodite
Dendrobium aphrodite är en orkidéart som beskrevs av Heinrich Gustav Reichenbach. Dendrobium aphrodite ingår i släktet Dendrobium, och familjen orkidéer.
Artens utbredningsområde är Burma. Inga underarter finns listade i Catalogue of Life.

## Bildgalleri

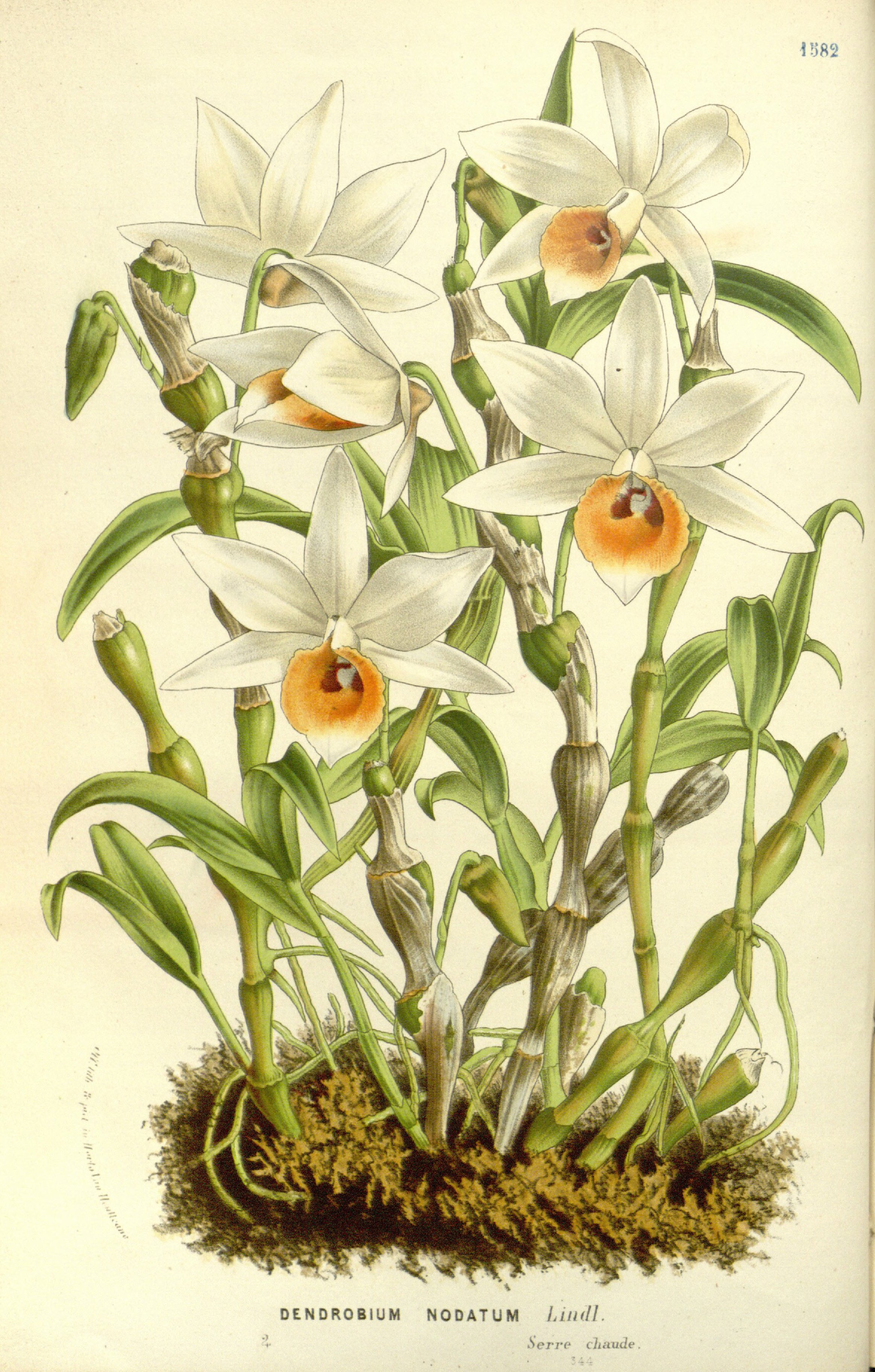